# Nowaje Pole (wieś)
Nowaje Pole (biał. Новае Поле, ros. Новое Поле, Nowoje Pole) – wieś na Białorusi, w rejonie mińskim obwodu mińskiego, 30 km na zachód od Mińska, przy starym gościńcu między Zasławiem a Rakowem.

## Historia
Dobra Nowo Pola należały do tzw. Hrabstwa Rakowskiego należącego do Sanguszków, później do Michała Ogińskiego, podskarbiego wielkiego litewskiego, który w 1794 roku sprzedał majątek Józefowi Sielawie. W wyniku II rozbioru Polski wieś znalazła się w 1793 roku w Imperium Rosyjskim. Po Józefie Nowo Pola otrzymał w spadku jego syn Apolinary. Po jego bezpotomnej śmierci w 1836 roku majątek przeszedł na córkę jego siostry - Teresy z Sielawów za marszałkiem Józefem Niemirowiczem-Szczyttem - Krystynę Niemirowicz-Szczytt, która od 1799 roku była żoną ks. Hieronima Druckiego-Lubeckiego (1779–1844), pińskiego marszałka powiatowego. Po nim właścicielem Nowo Pola był ich syn Edwin (1828–1901), a kolejnym właścicielem wnuk, ks. Hieronim Drucki-Lubecki (1861–1919), marszałek piński. Był on ostatnim właścicielem wsi przed upaństwowieniem przez władze radzieckie. Po uzgodnieniu granicy polsko-radzieckiej w 1921 roku wieś znalazła się tuż za polską granicą.

## Dwór-pałac

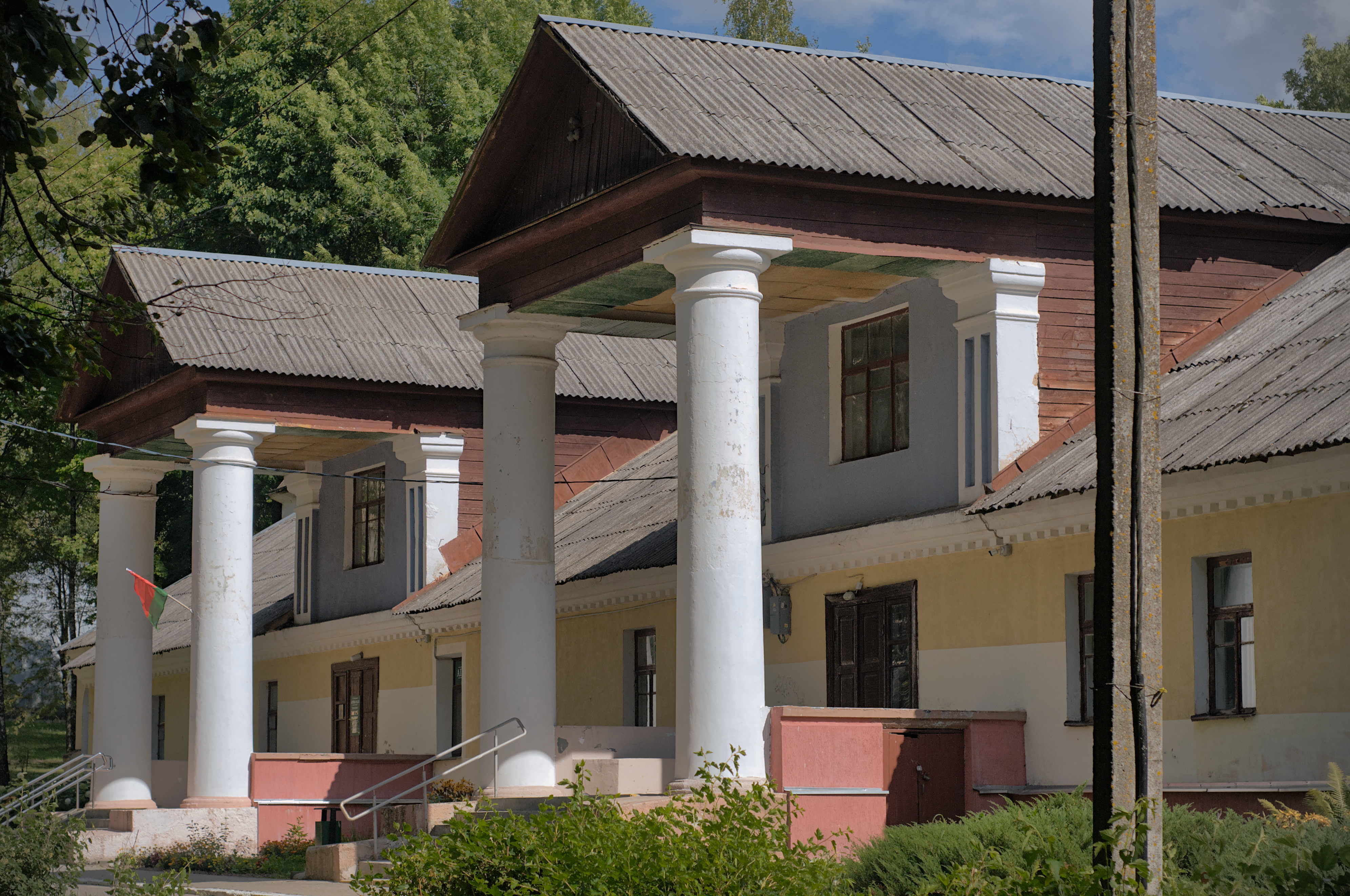
Dwór Druckich-Lubeckich w 2023 roku

Druccy-Lubeccy mieszkali w drewnianym dworze, który był sukcesywnie rozbudowywany. Najstarsza część, prawdopodobnie wybudowana przez Sielawów, była klasycystyczna, parterowa, na planie długiego prostokąta, z czterokolumnowym portykiem w wielkim porządku (centralna, trzyosiowa część była piętrowa). Do tej części dobudowywano kolejne facjaty i skrzydła.
Zespół pałacowy został w XXI wieku zrekonstruowany, jednak porównanie jedynego zdjęcia sprzed 1914 roku z bieżącym wyglądem zdaje się wskazywać na niezachowanie dbałości o odtworzenie oryginału.
Majątek Nowo Pole został opisany w 1. tomie Dziejów rezydencji na dawnych kresach Rzeczypospolitej Romana Aftanazego.